# شبكة البحوث والعمل من أجل السلامة الجسدية للمرأة
شبكة العمل البحثي والإعلامي من أجل السلامة الجسدية للمرأة – RAINBO) أو RAINB♀ -)هي منظمة دولية غير حكومية تعمل على القضاء على ختان الإناث وتشويه الأعضاء التناسلية للإناث.

## التأسيس والتأثير الأولي
تأسست راينبو في عام 1994 من قبل مجموعة من المهاجرين الأفارقة إلى الولايات المتحدة، فيما بينهم ناهد طوبيا، أول جراحة في السودان. وللمنظمة مكاتب في مدينة نيويورك ولندن وتعمل في أوغندا وجنوب إفريقيا وغامبيا ونيجيريا.
لعبت راينبو دورًا بارزًا في تغيير وجهة نظر ختان الإناث / تشويه الأعضاء التناسلية الأنثوية من كونها في الاغلب مصدر قلق طبي إلى قضية حقوق إنسان. في عام 1995، نشرت راينبو كتاب «تشويه الأعضاء التناسلية للأنثى: دعوة إلى العمل العالمي» لناهد طوبيا، تناقش الأهمية الثقافية لـلختان وتشويه الأعضاء التناسلية للإناث في أفريقيا واقتراح اجراءات قانونية ودينية واجتماعية وسياسية لمكافحة هذه الممارسة وتقرير«التقاطعات بين الصحة وحقوق الإنسان: قضية تشويه الأعضاء التناسلية للإناث»، بناءً على ورشة العمل الدولية للمجلس الوطني للصحة الدولية والتي حضرها مهنيون قانونيون وأكاديميون وعلماء اجتماعيون ونشطاء.

## أهم المطبوعات
تولت كلا من ناهد طوبيا وسوزان عزت العضوتان في منظمة RAINBO عزت في عام 1998 المسئولية عن إصدار تقرير منظمة الصحة العالمية بعنوان «تشويه الأعضاء التناسلية الأنثوية، نظرة عامة» وهو مراجعة شاملة على حجم انتشار الممارسة والنتائج الوبائية والصحية لختان البنات وتقترح أجندة للبحث وطرقاً وسياسات قابلة للتطبيق حتى تستخدمها المنظمات الحكومية وغير الحكومية للعمل معاً لمحو الممارسة.
أصدر برنامج المهاجرين الأفارقة التابع لمنظمة RAINBO في عام 1999 ثلاثة كتيبات تستهدف مجتمعي المهاجرين الأفارقة واللاجئين حيث يعمل المرشدون الاجتماعيون ومقدمو الرعاية الصحية على رعاية شؤونهم.
«رعاية النساء اللاتي تعرضن لعملية الختان/ دليل مفصل لمقدمي الرعاية الصحية» (ناهد طوبيا). والذي يعرض كيفية التعامل مع المضاعفات الجسدية جراء الخضوع لعملية الختان ويوضح الأهمية الاجتماعية والثقافية لهذه الممارسة ويقدم مشورة مراعية للاعتبارات الثقافية. (تصدير دونا شلالا وزيرة الصحة والخدمات الإنسانية في الولايات المتحدة)
«فهم التغير الاجتماعي» (سوزان عزت – ناهد طوبيا) وهو دليل للبحث والتقييم يعرض قضية الختان كنموذج للبحث والتقييم ويهدف لفهم التغيير الاجتماعي وكيفية إحداثه.
«مخطط مرجعي مختصر ملون عن ختان الإناث» وهو مخطط بياني يشرح أنواع عمليات ختان الإناث الأكثر شيوعاً.

## المنهج
تؤكد منظمة RAINBO على الدور الأفريقي في عملها وفي استخدام المصطلحات الملائمة للثقافة. ومن جانبها انتقدت ناهد طوبيا تهويل الغرب المفرط من هذه الممارسة، التي تعارضها ناهد بشدة، على أساس أنها تظهر العرب والمسلمين والأفارقة في صورة «البدائيين» وتثير حفيظة هذه المجتمعات.
مبادرة الشراكة الأفريقية من أجل الصحة الجنسية والإنجابية للنساء والفتيات
الشراكة الأفريقية من أجل الصحة الجنسية والإنجابية للنساء والفتيات واختصاراها AMANITARE وهي مبادرة ظلت قائمة لمدة 10 سنوات ما بين عامي 1999 إلى 2009 بالتنسيق مع منظمة RAINBO. وهي شراكة بين البلدان الأفريقية انطلقت رسمياً في كامبالا (عاصمة أوغندا) عام 2000  وتسعى المبادرة لتعميم الاعتراف بحقوق الصحة الجنسية والإنجابية للنساء والفتيات الأفريقيات باعتبارها حقاً أصيلاً من حقوقهن الاجتماعية والإنسانية، كما تستهدف محاربة العنف القائم على النوع الاجتماعي. وتهدف إلى وضع المبادئ المنصوصة في الإعلانات النهائية للمؤتمرات العالمية الثلاث: المؤتمر العالمي لحقوق الإنسان (فيينا – 1993)، المؤتمر الدولي للسكان والتنمية (القاهرة – 1994)، المؤتمر العالمي الخامس للمرأة (بكين -1995) حيث سلطت هذه المؤتمرات الضوء على أهمية حقوق الصحة الجنسية والإنجابية للنساء، محل التطبيق في حياة الفتيات والنساء الأفارقة عن طريق نزع الخوف من التعرض للسيطرة والقهر بناء على قدرتهن الإنجابية.
جعلت الشراكة من يوم 4 من فبراير يوماً لحقوق وصحة النساء الإفريقيات على مستوى القارة حيث يجتمع كل من المنظمات غير الحكومية والجماعات النسوية والمنظمات الشبابية والنشطاء والفنانين وممثلي الحكومة للاحتفال بالتقدم المحرز لتعزيز حقوق الصحة الجنسية والإنجابية للنساء الأفريقيات.